# Zelei Gábor
Zelei Gábor (1966. –) magyar színész.

## Életpályája
Szolnokon gyerekszínészként állt először színpadon. Középiskolai tanulmányait a szentesi Horváth Mihály Gimnázium irodalmi-drámai tagozatán végezte.  

„A Szigligeti Színház gyermekszereplőket keresett. Rögtön szerepet is kaptam egy előadásban, melyet ma már csak úgy emlegetnek, hogy a "sáros Macbeth". Banquo fiát, Fleance-t játszottam Csiszár Imre rendezésében, Polgár Géza volt az apám. Azt  hiszem itt dőlt el minden végleg. Tanultam az Állami balettintézetben is, majd a szentesi Horváth Mihály Gimnázium irodalmi-drámai tagozatán érettségiztem.”

 Pályáját 1985-ben Schwajda György igazgatása idején csoportos szereplőként kezdte a szolnoki Szigligeti Színháznál. 1990-től a kecskeméti Katona József Színházhoz szerződött. 1998-től a szolnoki Szigligeti Színház társulatának tagja. Pályája során játszott 1987-ben a Szegedi Nemzeti Színházban, 1990-ben a Miskolci Nemzeti Színházban, 1995-ben a székesfehérvári Vörösmarty Színházban és a 2002-ben a budapesti Nemzeti Színházban is.

## Fontosabb színházi szerepei
- William Shakespeare: Hamlet... Francisco
- William Shakespeare: Othello... Lodovico
- William Shakespeare: Vihar... Kormányos
- William Shakespeare: Romeo és Júlia... Montague
- William Shakespeare: Szentivánéji álom... Ösztövér, szabó; Holdvilág; Tündér; Vinkli Gábor; a közjátékban Oroszlán
- William Shakespeare: Ahogy tetszik... Első úr
- William Shakespeare: Sok hűhó semmiért... Corrado, Don Juan embere
- William Shakespeare: Vízkereszt vagy amit akartok... Egy tengerészkapitány
- William Shakespeare: A makrancos hölgy... Vincentio, pisai úr
- William Shakespeare: Macbeth... Rosse
- William Shakespeare: Lóvátett lovagok... Lüke, rendőr
- Ruzante: A csapodár madárka... Prológ
- Molière: Úrhatnám polgár... Filozófiatanár
- Carlo Goldoni: Chioggiai csetepaté... Beppe
- Nyikolaj Vasziljevics Gogol: A revizor... Luka Lukics Hlopov, tanfelügyelő
- Anton Pavlovics Csehov: Cseresznyéskert... Vándor; A postamester
- Anton Pavlovics Csehov: Ivanov... Jegoruska, szegény rokon
- Ivan Szergejevics Turgenyev: Egy hónap falun... Arkagyij Szergejevics Iszlajev, gazdag földbirtokos
- Szophoklész: Oidipusz... Katona
- Arisztophanész: Lüszisztráté... Vachilles
- Euripidész: Oresztész... Phrügiai
- Federico García Lorca: Yerma... Férfi
- Oscar Wilde: Bunbury... Moulton, kertész
- Bertolt Brecht: Háromgarasos opera... Bandatag
- Bertolt Brecht: A szecsuáni jólélek... Nagyapa
- Bertolt Brecht – Kurt Weill: Koldusopera... Leprás Mátyás
- Arthur Miller: A salemi boszorkányok... Hawhtorne
- George Bernard Shaw: Szent Johanna... De Stogumber káplán
- Gerhart Hauptmann: Naplemente előtt... Egmont Clausen
- Peter Shaffer: Amadeus... Johann Kilian Von Strack gróf
- Peter Shaffer: Black Comedy... Schuppanzigh
- Georges Feydeau: Bolha a fülbe... Baptiste
- Alexander Breffort – Margauerite Monnot: Irma, te édes... Robi
- Simon Beaufoy – Davis Yazbek: Alul semmi... Malcolm Macgregor, munkanélküli gyári munkás
- Jaroslav Hašek: Švejk... Venda csendőrőrmester
- Agatha Christie: A vád tanúja... Clegg, laborasszisztens
- Ken Kesey – Dale Wasserman: Kakukkfészek... Sefelt; Dr. Spivey
- Umberto Eco: A rózsa neve... Salvatore
- Harvey Fierstein – Jean Poiret – Jerry Herman: Őrült nők ketrece... Jacob
- Giulio Scarnacci – Renzo Tarabusi: Kaviár és lencse... Velluto
- Terry Jones: Erik, a viking... Sven apja; Őr, Halfdan vára előtt; Öreg Ingemut
- Dale Wasserman: La Mancha lovagja... Öszvérhajcsár
- Arthur Laurents: Gypsy... Yonkers
- Brian Friel: Pogánytánc... Gerry
- Arthur L. Kopit: Jaj, apu, szegény apu, a szekrénybe beakasztott tégedet az anyu, s az én pici szívem olyan szomorú... Hotelboy
- Graham Chapman – John Cleese – Terry Gilliam – Eric Idle – Terry Jones – Michael Palin: Gyalog galopp... Sir Bedevir; Őr
- Szigligeti Ede: Liliomfi... ifj. Schwartz
- Jókai Mór: A kőszívű ember fiai... Haynau; Mausmann Hugó
- Nagy Ignác: Tisztújítás... Köznemes
- Nóti Károly: Nyitott ablak... Kováts
- Móricz Zsigmond – Kocsák Tibor – Miklós Tibor: Légy jó mindhalálig... Nagy úr; Sarkadi
- Móricz Zsigmond: Rokonok... Imrike, titkár
- Szép Ernő: Patika... Túri, tanító
- Hunyady Sándor: Feketeszárú cseresznye... Berzétey zászlós
- Hunyady Sándor: A három sárkány... Idegen
- Hunyady Sándor: Sárga liliom... Katolnay, ezredes
- Herczeg Ferenc: Déryné ifjasszony... Kelényi
- Molnár Ferenc: A hattyú... Gróf Lützen
- Molnár Ferenc: Üvegcipő... Stiaszni
- Molnár Ferenc: Liliom... Linzmann
- Tersánszky Józsi Jenő: Kakukk Marci... Kukuly
- Füst Milán: Catullus... szereplő
- Heltai Jenő: A Tündérlaki lányok... Petrencey, tornatanár
- Tersánszky Józsi Jenő: Kakuk Marci... Tömpe Ambró, a kertész
- Rejtő Jenő: Vesztegzár a Grand Hotelben... Don Umberto Complimenti, szállodatulajdonos, bukott király és hajófűtő
- Németh László: Bodnárné... Lali
- Örkény István: Macskajáték... Pincér
- Nemes Nagy Ágnes: Bors néni... Játékmester
- Déry Tibor: A tanúk... Ernő
- Parti Nagy Lajos: Ibusár... Huszár
- Schwajda György: A rátóti legényanya... A tarhonyás Béla
- Závada Pál: A Diófák tere avagy Szólj anyádnak, jöjjön ki!... Rendőr
- Nógrádi Gábor – Koltai Róbert: Sose halunk meg... Pucus; Büfés
- Háy Gyula: Isten, császár paraszt... Duba Vencel
- Horváth Péter – Presser Gábor – Sztevanovity Dusán: A padlás... Lámpás, szellem 670 éves; Robinson, a gép
- E. T. A. Hoffmann: Cinóber... Fábián
- Alan Alexander Milne: Micimackó... Bagoly
- L. Frank Baum – Schwajda György: Óz, a nagy varázsló... Rossz boszorkány; Szárnyas majmok királya
- Rudyard Kipling – Békés Pál – Dés László – Geszti Péter: A dzsungel könyve... Keselyű 2.
- Kiss József: Szenzációóó! Csinn-bum Cirkusz... Porondmester
- Terry Jones: Erik, a viking... Sven apja; Őr, Halfdan vára előtt; Öreg Ingemut
- Andrew Lloyd Webber – Tim Rice: Jézus Krisztus szupersztár... Júdás; Annás
- Sólem Aléchem – Joseph Stein – Jerry Bock: Hegedűs a háztetőn... Misa
- John Kander – Fred Ebb: Chicago... Amos Hart
- Joe Masterfoff – John Kander – Fred Ebb: Cabaret... Konferanszié
- Alan Jay Lerner – Frederick Leowe: My Fair Lady... Kárpáthy Zoltán
- Thornton Wilder – Michael Stewart – Jerry Herman: Hello, Dolly!... Hordár
- Déry Tibor – Pós Sándor – Presser Gábor – Adamis Anna: Képzelt riport egy amerikai popfesztiválról... Manuel
- Hubay Miklós – Ránki György – Vas István: Egy szerelem három éjszakája... Szelíd költő
- Szörényi Levente – Bródy János: Kőműves Kelemen... Izsák
- Várkonyi Mátyás – Miklós Tibor: Sztárcsinálók... Péter
- Jacques Offenbach: Hoffmann meséi... Andreas; Egy énekes
- Eisemann Mihály: Én és a kisöcsém... Dr. Sas; Végrehajtó
- Ábrahám Pál: 3:1 a szerelem javára... Dódi
- Ábrahám Pál: Bál a Savoyban... Riporter
- Szirmai Albert – Bakonyi Károly – Gábor Andor: Mágnás Miska... Mixi gróf; Első bohém
- Jacobi Viktor: Sybill... Egy úr
- Kálmán Imre: Csárdáskirálynő... Endrei
- Kálmán Imre: Marica grófnő... Lajcsi, cigány
- Kálmán Imre: Cirkuszhercegnő... Udvarmester a nagyhercegnél
- Kálmán Imre: Zsuzsi kisasszony... Pribicsey, Zsuzsi gyámja, postamester, amúgy tűzoltóparancsnok
- Kacsóh Pongrác: János vitéz... Strázsamester
- Lajtai Lajos – Békeffi István: A régi nyár... Trafina
- Lehár Ferenc: A víg özvegy... Zéta Mirkó

## Filmek, tv
- Szekszárdi mise (2001)
- Kisváros (sorozat)

- Három vadász című rész (2001)... Jet-ski kölcsönzős
- Zsiguli (2004)... Szigorú – özvegy Horváth Csabáné, Margitka
- A fény ösvényei (2005)... Nyomozó
- Hasutasok (2007)... Retek Krisztián
- Bakkermann (2008)... Kiskovász László, a pék
- Határok nélkül – Szilveszteri gálaműsor a Szolnoki Szigligeti Színházból (2008)
- Munkaügyek (sorozat)

- Titkos akció a Széll Kálmán téren című rész (2012)... Tibor
- Közhasznú munka című rész (2013)... Részeg fickó
- Hacktion (sorozat, 2011)... Fegyveres
- Hacktion: Újratöltve (sorozat, 2013) ... szpiker
- Az állampolgár (2016)
- Freud (sorozat)

- Trauma című rész (2020)... Szendery
- Hysteria című rész (2020)... Szendery